# 荒悠平
荒 悠平（あら ゆうへい、1985年 - ）は日本のダンサー。

## 概要
1985年生まれ。
これまで〈まことクラヴ〉〈Co.山田うん〉等のダンスカンパニーに所属、〈関かおりPUNCTUMUN〉〈カンパニーデラシネラ〉他多数の舞台に出演してきたが、2017年頃より活動様式を変えソロや他ジャンルのアーティストとのコラボレーションを主軸にシフトした。
他ジャンルの作家との共作が非常に多い。これまでにコラボレーションした作家は彫刻家（大石麻央）、ミュージシャン（織原良次、君島大空、志人、スガダイロー、藤原大輔、細井徳太郎、松丸契、港大尋、芳垣安洋、ヲノサトル他多数）、俳優（山内健司、松田弘子）、陶芸家（増田光）、画家（阿部海太）、現代美術家（小金沢健人）等多岐に渡る。
荒の活動自体もダンス、振付、歌、楽曲提供、小説、劇作・演出と幅広い。2019年にはマレーシアにてレジデンスを行い、そのダンスは「巡礼」とも評された。
近年の主な活動は、織原良次との即興デュオ〈floor girl〉、大石麻央とのユニット〈荒悠平と大石麻央〉、俳優の松田弘子、山内健司、制作の加藤仲葉らとの演劇ユニット〈コココーララボ〉等。